# Reprografia
Reprografia – ogół zagadnień i metod dotyczących kopiowania materiałów graficznych i piśmienniczych, za pomocą środków mechanicznych lub elektronicznych.
Kopie reprograficzne wykonuje się najczęściej w celu zabezpieczenia oryginałów przed zniszczeniem lub też utraceniem ich zawartości. Po wytworzeniu wtórnika dobrej jakości, proces ten wspomagany jest poprzez oddzielenie miejsca przechowywania kopii i oryginału, jak również przez brak konieczności wielokrotnej eksploatacji pierwotnego dokumentu przez użytkownika. Czasami też wykonuje się kopię materiałów archiwalnych w celu zmniejszenia ich objętości.

## Podział metod reprograficznych
Źródło: 
- metody elektrofotograficzne
- metody jonograficzne
- metody magnetograficzne
- metody natryskiwania farby
- metody elkograficzne
- metody termograficzne
  - bezpośrednie
  - termotransferowe
  - termosublimacyjne
- metody fotochemiczne
  - halogenosrebrowe
  - diazotypowe
  - fotorozpuszczalne
  - fotoutwardzalne
  - fotoadhezyjne
  - żelazowe
    - cyjanotypowe
    - fotoutwardzalne

  - fotochromowe

## Polska
Działania Archiwów Państwowych w zakresie reprografii wspomagane są przez państwową instytucję Narodowe Archiwum Cyfrowe, która prowadzi masowe mikrofilmowanie materiałów archiwalnych zgromadzonych w archiwach, co ma na celu ich długotrwałe zabezpieczenie. Działania NAC prowadzą do masowej digitalizacji tych materiałów, czego efektem jest powszechniejszy dostęp do nich za pośrednictwem Internetu.